# Западное сельское поселение
Западное сельское поселение — муниципальное образование в составе Ленинградского района Краснодарского края России.
В рамках административно-территориального устройства Краснодарского края ему соответствует Западный сельский округ.
Административный центр — хутор Западный.

## Население
| 2010  | 2012  | 2013  | 2014  | 2015  | 2016  | 2017  |
| ----- | ----- | ----- | ----- | ----- | ----- | ----- |
| 1146  | ↗1168 | ↗1191 | ↗1220 | ↘1215 | ↗1242 | ↗1255 |
| 2018  | 2019  | 2020  | 2021  | 2023  |       |       |
| ↗1256 | ↘1241 | ↗1248 | ↘1128 | ↘1102 |       |       |

## Населённые пункты
В состав сельского поселения (сельского округа) входят 2 населённых пункта:
| № | Населённый пункт | Тип населённого пункта | Население (чел.) |
| - | ---------------- | ---------------------- | ---------------- |
| 1 | Западный         | хутор                  | ↗916             |
| 2 | Ромашки          | хутор                  | ↘230             |